# Mitscher-Klasse
Die Mitscher-Klasse war eine Klasse von vier experimentellen Zerstörern, die die United States Navy kurz nach Ende des Zweiten Weltkriegs in Auftrag gab. Die größer als alle vorherigen Zerstörer konzipierten Schiffe wären die erste Nachkriegs-Zerstörerklasse gewesen, wenn sie nicht während ihrer Konstruktion zu Flotillenführungszerstörern (DL) umklassifiziert worden wären. Von der zwischen 1953 und 1954 vom Stapel gelaufenen Klasse blieben zwei Einheiten bis 1969 in Dienst, die in den 1970ern zum Abwracken verkauft wurden. Die anderen beiden Einheiten wurden zu Lenkwaffenzerstörern umgerüstet und blieben bis 1978 in Dienst. Sie wurden 1980 zum Abwracken verkauft.

## Beschreibung
Alle vier Schiffe der Mitscher-Klasse wurden am 3. August 1948 bestellt und nach bekannten amerikanischen Admiralen des Zweiten Weltkriegs benannt. Sie verdrängen minimal 3331 Tonnen, 3642 Tonnen standardmäßig und 4855 Tonnen voll beladen. Sie hatten eine Länge von 151 Metern, eine Breite von 15 Metern und einen Tiefgang von 8 Metern. Alle Schiffe waren mit jeweils teilweise unterschiedlichen Systemen ausgerüstet, um diese für zukünftige Zerstörerklassen im Einsatz erproben zu können. Anfang der 1960er Jahre erfolgte eine Modernisierung im Rahmen des Class Improvement Program (CIP), wobei bei den ersten beiden Schiffen der Klasse auch die Dampfkessel ausgewechselt wurden.

## Einheiten
| Kennung               | Name           | Bauwerft            | Kiellegung       | Stapellauf      | Indienststellung | Außerdienststellung |
| --------------------- | -------------- | ------------------- | ---------------- | --------------- | ---------------- | ------------------- |
| DDG-35 (DL-2, DD-927) | Mitscher       | Bath Iron Works     | 3. Oktober 1949  | 26. Januar 1952 | 15. Mai 1953     | 1. June 1978        |
| DDG-36 (DL-3, DD-928) | John S. McCain | Bath Iron Works     | 24. Oktober 1949 | 12. Juli 1952   | 12. Oktober 1953 | 29. April 1978      |
| DL-4 (DD-929)         | Willis A. Lee  | Fore River Shipyard | 1. November 1949 | 26. Januar 1952 | 5. Oktober 1954  | 19. Dezember 1969   |
| DL-5 (DD-930)         | Wilkinson      | Fore River Shipyard | 1. Februar 1950  | 23. April 1952  | 29. Juli 1954    | 19. Dezember 1969   |